# Niesky
Niesky (alt sòrab: Niska) és un municipi alemany que pertany a l'estat de Saxònia. Limita amb els municipis de Rietschen, Hähnichen, Horka, Kodersdorf, Waldhufen, Quitzdorf am See i Kreba-Neudorf.

## Districtes
Kosel (Kózło), Stannewisch (Stanojšćo), Ödernitz (Wódrjeńca) i See (Jězor).

## Evolució demogràfica
| - 1825 – 0 576 - 1885 – 1.303 - 1946 – 7.436 - 1950 – 8.309 | - 1960 – 08.456 - 1981 – 11.871 - 1984 – 12.359 - 1999 – 12.029 | - 2002 – 11.432 - 2004 – 11.092 - 2005 – 10.981 - 2006 – 10.766 | - 2007 − 10.557 |
| Font: Statistisches Landesamt Sachsen (ab 1999)             |                                                                 |                                                                 |                 |

## Història
La ciutat va ser fundada el1742 per immigrants de Bohèmia, membres de l'Església de Moràvia que eren perseguits pels catòlics del seu país. El nom de la ciutat és la versió germanitzada de la paraula txeca nízka ("baix").